# Arrondissement Aarlen
Het arrondissement Aarlen is een van de vijf arrondissementen van de provincie Luxemburg. Het arrondissement heeft een oppervlakte van 318,86 km² en telde 65.902 inwoners op 1 januari 2025.
Het arrondissement is zowel een bestuurlijk als een gerechtelijk arrondissement. Tot het gerechtelijk arrondissement behoren ook de gemeenten uit het arrondissement Virton.
Het gebied dat het arrondissement Aarlen omvat, staat bekend als het Land van Aarlen (zie ook: #Taal en cultuur).

## Geschiedenis
Het arrondissement Aarlen ontstond in 1823 door de samenvoeging van de kantons Aarlen en Messancy van het arrondissement Luxemburg samen met een aantal gemeenten uit de arrondissementen Neufchâteau en Diekirch.
In 1843, bij de definitieve vastlegging van de grens met het Groothertogdom Luxemburg werden hieraan 18 gemeenten afgestaan en werden enkele kleinere gebiedsdelen hiervan aangehecht.
In 1906 waren er grenswijzigingen tussen de gemeenten Aubange en Halanzy enerzijds en enkele Franse gemeenten anderzijds.
In 1977 werden de toenmalige opgeheven gemeenten Meix-le-Tige en Hachy afgestaan aan het arrondissement Virton en werden er twee gebiedsdelen van Habay uit datzelfde arrondissement aangehecht.

## Gemeenten en deelgemeenten

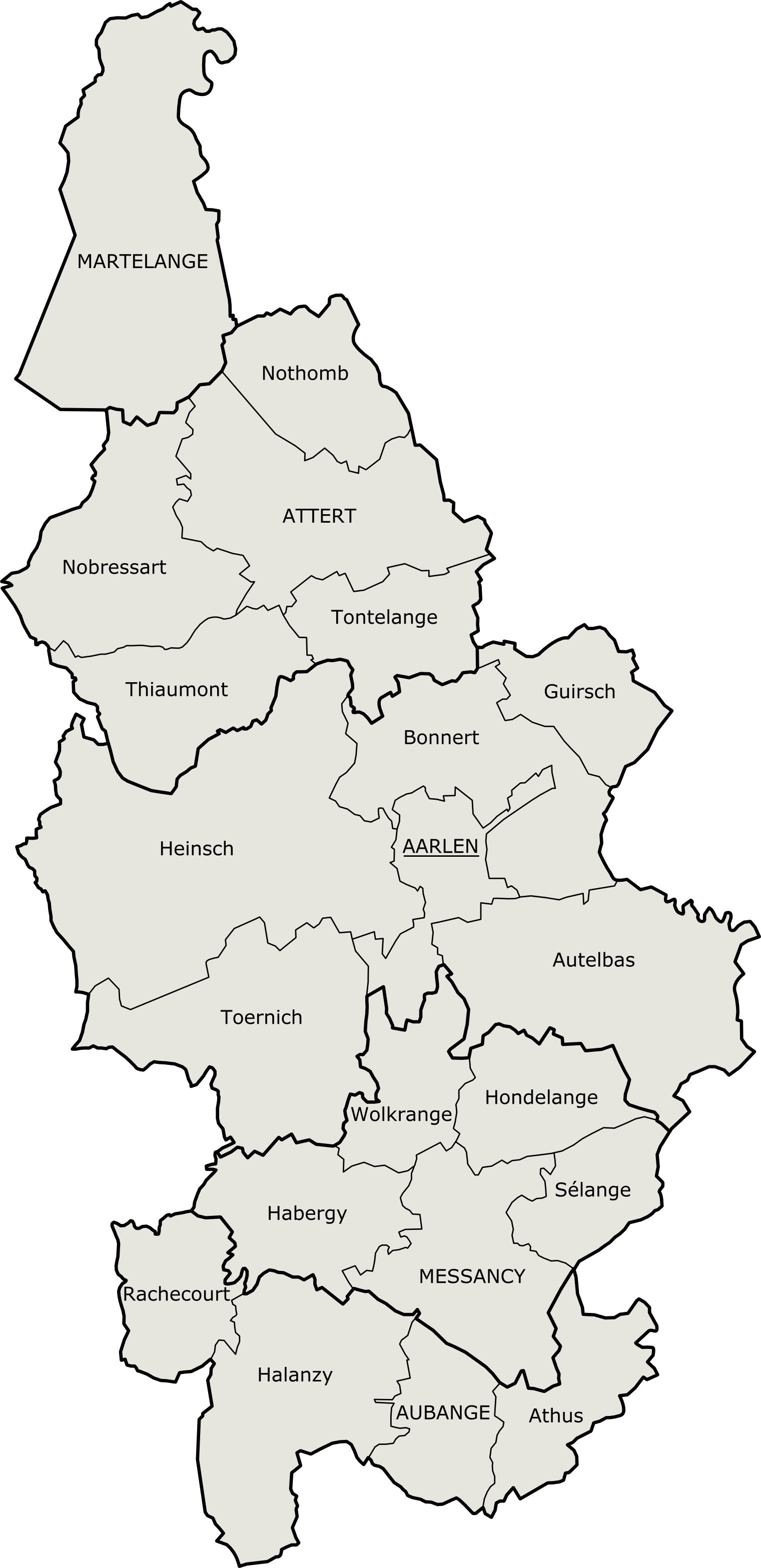
Kaart gemeenten en deelgemeenten in arrondissement Aarlen

| Gemeenten:                                                         |                                                                                 |                                                                                  |
| - Aarlen (stad) - Attert                                           | - Aubange - Martelange                                                          | - Messancy                                                                       |
| Deelgemeenten:                                                     |                                                                                 |                                                                                  |
| - Aarlen - Athus - Attert - Aubange - Autelbas - Bonnert - Guirsch | - Habergy - Halanzy - Heinsch - Hondelange - Martelange - Messancy - Nobressart | - Nothomb - Rachecourt - Sélange - Thiaumont - Toernich - Tontelange - Wolkrange |

## Taal en cultuur
Het arrondissement Aarlen is niet alleen een administratieve eenheid. Met name op cultureel vlak onderscheidt het gebied zich van de rest van de provincie Luxemburg. De arrondissementsgrenzen vallen nagenoeg samen met de grenzen van het Luxemburgse taalgebied in de provincie, dat het Land van Aarlen wordt genoemd.
De uitkomsten van de talentellingen in de 19e eeuw laten zien dat de overgrote meerderheid van de bevolking in het arrondissement zich destijds als Duitstalig beschouwde. Omdat de officiële taal in het gebied uitsluitend Frans was en is, verfranste het gebied langzaam maar zeker. De Frans georiënteerde staalindustrie in Athus en het net over de Franse grens gelegen Longwy, waar veel inwoners werk vonden, droeg hier nog extra toe bij. De gebeurtenissen in de Eerste en Tweede Wereldoorlog zorgden er ten slotte voor dat de bevolking zich afkeerde van het Duits en om politieke redenen als Franstalig ging beschouwen. De dramatische afname van het aandeel Duitstaligen tussen 1910 en 1920 (WOI) en tussen 1930 en 1947 (WOII) is hierdoor te verklaren. Zie Resultaten van de talentelling Arrondissement Aarlen voor alle cijfers.
Omdat bij de laatste talentelling in 1947 de overgrote meerderheid van de bevolking zich beschouwde als Franstalig, kwam het Land van Aarlen bij de vastlegging van de taalgrens in 1962 in het Franse taalgebied terecht en kreeg het geen taalfaciliteiten voor Duits- of Luxemburgstaligen. Het aantal mensen dat de Luxemburgse streektaal beheerst, is sindsdien verder afgenomen. Het spreken van Luxemburgs is een voordeel bij een baan in het Groothertogdom, waar velen uit het arrondissement werk vinden. Sinds de jaren 90 is de culturele bewustwording sterk gegroeid. Heel wat gemeenten hebben inmiddels straatnamen 'verluxemburgst' en de vereniging Arelerland a Sprooch, die zich inzet voor behoud van de Luxemburgse identiteit, biedt onder andere taalcursussen aan.

## Demografische evolutie
- Bron:NIS - Opm:1830 t/m 1970=volkstellingen; vanaf 1980= inwoneraantal per 1 januari

| Inwoners van jaar tot jaar op 1 januari 1992 tot heden | Inwoners van jaar tot jaar op 1 januari 1992 tot heden | Inwoners van jaar tot jaar op 1 januari 1992 tot heden |
| Jaar                                                   | Aantal                                                 | Evolutie: 1992=index 100                               |
| ------------------------------------------------------ | ------------------------------------------------------ | ------------------------------------------------------ |
| 1992                                                   | 49.387                                                 | 100,0                                                  |
| 1993                                                   | 49.920                                                 | 101,1                                                  |
| 1994                                                   | 50.213                                                 | 101,7                                                  |
| 1995                                                   | 50.713                                                 | 102,7                                                  |
| 1996                                                   | 51.012                                                 | 103,3                                                  |
| 1997                                                   | 51.254                                                 | 103,8                                                  |
| 1998                                                   | 51.356                                                 | 104,0                                                  |
| 1999                                                   | 51.603                                                 | 104,5                                                  |
| 2000                                                   | 51.902                                                 | 105,1                                                  |
| 2001                                                   | 52.301                                                 | 105,9                                                  |
| 2002                                                   | 52.749                                                 | 106,8                                                  |
| 2003                                                   | 53.232                                                 | 107,8                                                  |
| 2004                                                   | 53.648                                                 | 108,6                                                  |
| 2005                                                   | 54.241                                                 | 109,8                                                  |
| 2006                                                   | 54.911                                                 | 111,2                                                  |
| 2007                                                   | 55.593                                                 | 112,6                                                  |
| 2008                                                   | 56.404                                                 | 114,2                                                  |
| 2009                                                   | 57.376                                                 | 116,2                                                  |
| 2010                                                   | 57.850                                                 | 117,1                                                  |
| 2011                                                   | 58.463                                                 | 118,4                                                  |
| 2012                                                   | 59.204                                                 | 119,9                                                  |
| 2013                                                   | 59.821                                                 | 121,1                                                  |
| 2014                                                   | 60.284                                                 | 122,1                                                  |
| 2015                                                   | 60.656                                                 | 122,8                                                  |
| 2016                                                   | 61.180                                                 | 123,9                                                  |
| 2017                                                   | 61.899                                                 | 125,3                                                  |
| 2018                                                   | 62.202                                                 | 125,9                                                  |
| 2019                                                   | 62.623                                                 | 126,8                                                  |
| 2020                                                   | 62.996                                                 | 127,6                                                  |
| 2021                                                   | 63.546                                                 | 128,7                                                  |
| 2022                                                   | 64.129                                                 | 129,8                                                  |
| 2023                                                   | 65.069                                                 | 131,8                                                  |
| 2024                                                   | 65.565                                                 | 132,8                                                  |
| 2025                                                   | 65.902                                                 | 133,4                                                  |

Aalst · Aarlen · Aat · Antwerpen · Bastenaken · Bergen · Borgworm · Brugge · Brussel-Hoofdstad · Charleroi · Dendermonde · Diksmuide · Dinant · Doornik-Moeskroen · Eeklo · Gent · Halle-Vilvoorde · Hasselt · Hoei · Ieper · Kortrijk · La Louvière · Leuven · Luik · Maaseik · Marche-en-Famenne · Mechelen · Namen · Neufchâteau · Nijvel · Oostende · Oudenaarde · Philippeville · Roeselare · Sint-Niklaas · Thuin · Tielt · Tongeren · Turnhout · Verviers · Veurne · Virton · Zinnik